# Josef Kitzmüller
Josef Kitzmüller, född 21 juni 1912, död 14 maj 1979, var en österrikisk fotbollsspelare.
Kitzmüller blev olympisk silvermedaljör i fotboll vid sommarspelen 1936 i Berlin.